# Perabrodil
Perabrodil (også kaldet diodrast)
er et stof, der har været brugt som kontraststof i forbindelse med angiografi. 
Det var sammen med Thorotrast de eneste anvendelige kontrastmidler der var til rådighed for angiografi af hjernen i 1930'erne og i begyndelsen af 1940'erne.
I forhold til Thorotrast har perabrodil en dårligere kontrast og samtidig kan det i nogle tilfælde give alvorlige krampetrækninger,
og mindst 30 personer er på verdensplan døde af anafylaktisk chok umiddelbart efter at have fået stoffet.
Perabrodil blev dog anvendt af nogle, da man mente, at Thorotrast ikke var absolut harmløs. 
Det viste sig senere, at Thorotrast er overordentligt kræftfremkaldende, således at perabrodil burde have været brugt. 
Nordmanden A. Engeset skrev en doktorafhandling udgivet 1944 om stoffet.
Perabrodil kom til at spille en rolle i den danske sag om Thorotrast. 